# Parasiphanta lanceolata
Parasiphanta lanceolata är en insektsart som beskrevs av Fletcher 1988. Parasiphanta lanceolata ingår i släktet Parasiphanta och familjen Flatidae. Inga underarter finns listade i Catalogue of Life.